# كولايد (فلم)
تصادَم أو كولايد (بالإنجليزية: Collide) هو فيلم حركة ألماني-أمريكي صدر في 2016، قام بإخراجه، والمشاركة في كتابته المخرج إيران كريفي. الفيلم من بطولة نيكولاس هولت، فيليسيتي جونز، أنتوني هوبكنز، بن كينغسلي، إضافة إلى مروان كنزاري. صدر الفيلم في الولايات المتحدة بتاريخ 24 فبراير 2017، بواسطة شركة أفلام أوبن رود، حيث حصد إيرادات بقيمة 4.8 مليون دولار، مقابل ميزانية بلغت ما مجموعه 21.5 مليون دولار.

## طاقم التمثيل
- نيكولاس هولت (الدور: Casey Stein).
- فيليسيتي جونز (الدور: Juliette Marne).
- أنتوني هوبكنز (الدور: Hagen Kahl).
- بن كينغسلي (الدور: Geran).
- مروان كنزاري (الدور: Matthias).

## الإصدار

### شباك التذاكر
حصد كوليد إيرادات بقيمة 2.3 مليون دولار أمريكي في الولايات المتحدة وكندا، بينما جنى الفيلم حوالي 2.5 مليون دولار أمريكي في باقي دول العالم، ليصبح مجموع ما جمعه في جميع أنحاء العالم 4.8 مليون دولار أمريكي.

### ردود النقاد
تلقى الفيلم مراجعات سلبية من النقاد، حيث حصل على نسبة إقبالٍ هي 21 بالمئة من النقاد بناءً على 28 مراجعة على موقع الطماطم الفاسدة بمتوسط 3.8/10. " بينما على موقع ميتاكريتيك، والذي يضع معيار 1 من مئةٍ بناءً على مراجعات النقاد المعروفين، فقد حصل الفيلم على معدل 33 بناءً على 10 مراجعات.

## روابط خارجية
- مقالات تستعمل روابط فنية بلا صلة مع ويكي بيانات